# لوفور، کبک
لوفور (به فرانسوی: Lefebvre) شهری در منطقه شهری درومون ناحیه سانتر-دو-کبک در استان کبک کانادا است. در سرشماری سال ۲۰۱۱ این شهر ۸۷۵ نفر جمعیت داشته‌است و مساحت آن ۶۵٫۷۵ کیلومتر مربع است.